# Nokia Lumia 610
Nokia Lumia 610 — смартфон на платформе Windows Phone, анонсированный в конце февраля 2012 года на выставке Mobile World Congress 2012 в Барселоне.  Входит в линейку Nokia Lumia и позиционируется как смартфон бюджетной ценовой категории.
По функциональным особенностям смартфон практически идентичен Nokia Lumia 710, за исключением объёма оперативной памяти и частоты процессора, но в отличие от других смартфонов линейки Lumia, Lumia 610 не имеет функционала NFC. Смартфон имеет 8 ГБ встроенной памяти, а также доступ к хранилищу SkyDrive. В смартфоне также используется Micro-SIM.

## Дизайн
Углы корпуса закруглены, по краям находится пластиковый ободок, имитирующий металл. В моделях голубого и пурпурного цвета задняя крышка выполнена из глянцевого пластика, а в моделях белого и чёрного цвета — из софт-тач-пластика На задней части корпуса расположена камера с разрешением в 5 Мп.

### Размеры
- 119,2 × 62,2 × 12,0 мм
- Вес: 133 г
- Объём: 78 см³

## Технические характеристики

### Процессор, оперативная память и постоянная память
У Lumia 610 установлен одноядерный процессор Qualcomm Snapdragon S1 7227A с тактовой частотой в 800 МГц. Размер оперативной памяти составляет 256 МБ. Для хранения данных используется флэш-память объёмом 8 Гб, из которых пользователю доступно 5,5 Гб. Слот для micro-SD карт отсутствует, но вместо него Microsoft предлагает облачный сервис SkyDrive объёмом 25 Гб.

### Рабочие диапазоны
- GSM 850/900/1800/1900
- WCDMA 850/900/1900/2100

### Каналы передачи данных
- WLAN IEEE 802.11 b/g/n
- GPRS класс B
- WCDMA
- Dual Transfer Mode (MSC 11)
- HSDPA кат. 8; 7,2 Мбит/с
- EDGE класс B

### Камера
Камера в Lumia 610 — 5-мегапиксельная, с автофокусом и оптикой Carl Zeiss. Имеет возможность записи видео в VGA-разрешении при 30 кадрах в секунду. Интерфейс камеры позволяет делать множество настроек: фокусировка по касанию, выбор разрешения, баланс белого, насыщенность и контрастности и т. д.
| Фотосъёмка |
| --- |
| Параметры фото: - Разрешение камеры (высота): 2592 пикселея - Разрешение камеры (ширина): 1944 пикселя - Поддерживаемое камерой диафрагменное число/апертура: 2,4 - Цифровой зум камеры: 4× Формат изображений, создаваемых камерой: - JPEG/Exif - XMP Характеристики камеры: - Сенсорная фокусировка - Компенсация экспозиции - Автоматическая и ручная настройка баланса белого - Быстрый обмен фотографиями в один клик - Вспышка на базе одного светодиода |

| Видеосъёмка |
| --- |
| Параметры видео: - Разрешение видеокамеры (ширина): 640 пикселей - Разрешение видеокамеры (высота): 480 пикселей - Частота кадров видео, записываемого камерой: 30 кадров в секунду - Поддерживаемое камерой увеличение видео: 3× - Воспроизведение локального видео: 30 кадров в секунду Возможности видео: - Запись видео - Проигрыватель видео - Потоковая передача видео - Стабилизация видео Поддерживаемые форматы видео: - MPEG-4 |

### Батарея и время работы
В телефоне установлена батарея BP-3L 3,7В на 1300 мАч. Зарядка устройства производится через разъём USB, что позволяет пополнять энергию от сети и через кабель передачи данных. Такая же батарея стоит и в Nokia Lumia 710, но время работы Lumia 610 больше, так как в модели Lumia 710 установлена более высокая тактовая частота процессора.
- Максимальное время разговора в сети 2G: 10,5 ч.
- Максимальное время работы в режиме ожидания в сети GSM: 670 ч.
- Максимальное время разговора в сети 3G: 9,5 ч.
- Максимальное время работы в режиме ожидания (3G): 720 ч.
- Максимальное время работы в режиме воспроизведения музыки: 35 ч.
- Максимальное время работы в режиме воспроизведения видео: 7 ч.

## Программное обеспечение и приложения
Телефон работает под управлением Windows Phone 7.5 Refresh. Стиль оформления соответствует другим смартфонам линейки Lumia. Интерфейс выглядит как «синие квадраты» на чёрном фоне, цвет которых можно сменить на любой из предложенных, однако фоновый цвет можно сменить лишь на белый или чёрный. При первом включении телефон не персонализирован, но как только пользователь заполнит информацию о себе, добавит контакты, фотографии в галерею, смартфон сразу «оживет».
В Windows Phone встроен офисный пакет Office 2010. В него входят Microsoft Excel, Word, Powerpoint и One Note. Приложения Карты Bing, Карты Nokia, Nokia Навигатор, Nokia Contacts Transfer и Музыка Nokia уже установлены в телефоне, остальные можно скачать из Marketplace.
В связи с ограниченным объёмом памяти, фоновые задачи, использующие более 90 Мб оперативной памяти, будут автоматически отключены, и некоторые приложения не смогут запуститься.